# Spiroctenus sagittarius
Spiroctenus sagittarius är en spindelart som först beskrevs av William Frederick Purcell 1902.  Spiroctenus sagittarius ingår i släktet Spiroctenus och familjen Nemesiidae. Inga underarter finns listade i Catalogue of Life.